# Takatō Yoritsugu
Takatō Yoritsugu (高遠頼継?; ... – 1552?) fu un daimyō giapponese del periodo Sengoku che governò nella valle di Ina, nella provincia di Shinano.

## Biografia
Takatō Yoritsugu fu a capo del clan Takatō durante il periodo di ascesa di Takeda Shingen e del suo tentativo di conquistare la provincia di Shinano. 
Inizialmente alleato del clan Suwa Yoritsugu si alleò al clan Takeda sperando che dando supporto a Shingen potesse essere nominato capo sacerdote dei santuari di Suwa, una posizione a cui aveva a lungo ambito. Per il suo appoggio Yoritsugu ricevette metà dei territori del clan Suwa ma si ribellò poco dopo. Yoritsugu venne sconfitto da Shingen nell'ottobre 1542 nella battaglia di Ankokuji dove suo fratello Yorimune perse la vita. 
Yoritsugu fuggì due volte, prima nel castello di Fukuyo poi in quello di Kojinyama. Perse la sua roccaforte, il castello di Takatō durante l'assedio avvenuto nel 1545. 
Tornato al servizio dei Takeda secondo alcune fonti commise seppuku nel 1552.